# گائوش
گائوش در آئین زرتشتی ایزد نگهبان چهارپایان و موکل بر روز چهاردهم هر ماه خورشیدی است.